# Herrarnas C-2 1000 meter i kanotsport vid olympiska sommarspelen 2000
Herrarnas C-2 1000 meter vid olympiska sommarspelen 2000 hölls på Sydney International Regatta Centre i Sydney. 

## Medaljörer
| Gren            | Guld                                  | Silver                              | Brons                           |
| C-2, 1000 meter | Rumänien Mitică Pricop Florin Popescu | Kuba Ibrahim Rojas Leobaldo Pereira | Tyskland Stefan Uteß Lars Kober |

## Resultat

### Heat
| Heat 1 av 2 Datum: Tisdagen den 26 september 2000 | Heat 1 av 2 Datum: Tisdagen den 26 september 2000 | Heat 1 av 2 Datum: Tisdagen den 26 september 2000 | Heat 1 av 2 Datum: Tisdagen den 26 september 2000 | Heat 1 av 2 Datum: Tisdagen den 26 september 2000 |
| Placering                                         | Nation                                            | Kanotister                                        | Tid                                               | Kval                                              |
| ------------------------------------------------- | ------------------------------------------------- | ------------------------------------------------- | ------------------------------------------------- | ------------------------------------------------- |
| 1                                                 | Ryssland                                          | Aleksandr Kostoglod och Aleksandr Kovaljov        | 3:37.163                                          | QF                                                |
| 2                                                 | Spanien                                           | José Alfredo Bea och David Mascató                | 3:37.697                                          | QF                                                |
| 3                                                 | Polen                                             | Paweł Baraszkiewicz och Michał Gajownik           | 3:39.311                                          | QF                                                |
| 4                                                 | Storbritannien                                    | Andrew Train och Stephen Train                    | 3:39.599                                          | QS                                                |
| 5                                                 | Slovakien                                         | Ján Kubica och Mário Ostrčil                      | 3:40.865                                          | QS                                                |
| 6                                                 | Kanada                                            | Attila Buday och Tamás Buday, Jr.                 | 3:41.075                                          | QS                                                |
| 7                                                 | Mexiko                                            | José Ramón Ferrer och José Antonio Romero         | 3:49.301                                          | QS                                                |

| Heat 2 av 2 Datum: Tisdagen den 26 september 2000 | Heat 2 av 2 Datum: Tisdagen den 26 september 2000 | Heat 2 av 2 Datum: Tisdagen den 26 september 2000 | Heat 2 av 2 Datum: Tisdagen den 26 september 2000 | Heat 2 av 2 Datum: Tisdagen den 26 september 2000 |
| Placering                                         | Nation                                            | Kanotister                                        | Tid                                               | Kval                                              |
| ------------------------------------------------- | ------------------------------------------------- | ------------------------------------------------- | ------------------------------------------------- | ------------------------------------------------- |
| 1                                                 | Rumänien                                          | Mitică Pricop och Florin Popescu                  | 3:37.340                                          | QF                                                |
| 2                                                 | Ungern                                            | Ferenc Novák och Imre Pulai                       | 3:38.492                                          | QF                                                |
| 3                                                 | Kuba                                              | Ibrahim Rojas och Leobaldo Pereira                | 3:38.978                                          | QF                                                |
| 4                                                 | Tyskland                                          | Stefan Uteß och Lars Kober                        | 3:39.218                                          | QS                                                |
| 5                                                 | Ukraina                                           | Roman Bundz och Leonid Kamlotjuk                  | 3:47.150                                          | QS                                                |
| 6                                                 | Tjeckien                                          | Jan Břečka och Petr Procházka                     | 3:50.606                                          | QS                                                |
| 7                                                 | Kazakstan                                         | Konstantin Negodjajev och Zjomart Satubaldin      | 3:53.366                                          | QS                                                |

Totala resultat heat
| Heat Totala resultat | Heat Totala resultat | Heat Totala resultat                         | Heat Totala resultat | Heat Totala resultat | Heat Totala resultat | Heat Totala resultat |
| Placering            | Kanotist             | Nation                                       | Heat                 | Placering            | Tid                  | Kval                 |
| -------------------- | -------------------- | -------------------------------------------- | -------------------- | -------------------- | -------------------- | -------------------- |
| 1                    | Ryssland             | Aleksandr Kostoglod och Aleksandr Kovaljov   | 1                    | 1                    | 3:37.163             | QF                   |
| 2                    | Rumänien             | Mitică Pricop och Florin Popescu             | 2                    | 1                    | 3:37.340             | QF                   |
| 3                    | Spanien              | José Alfredo Bea och David Mascató           | 1                    | 2                    | 3:37.697             | QF                   |
| 4                    | Ungern               | Ferenc Novák och Imre Pulai                  | 2                    | 2                    | 3:38.492             | QF                   |
| 5                    | Kuba                 | Ibrahim Rojas och Leobaldo Pereira           | 2                    | 3                    | 3:38.978             | QF                   |
| 6                    | Tyskland             | Stefan Uteß och Lars Kober                   | 2                    | 4                    | 3:39.218             | QS                   |
| 7                    | Polen                | Paweł Baraszkiewicz och Michał Gajownik      | 1                    | 3                    | 3:39.311             | QF                   |
| 8                    | Storbritannien       | Andrew Train och Stephen Train               | 1                    | 4                    | 3:39.599             | QS                   |
| 9                    | Slovakien            | Ján Kubica och Mário Ostrčil                 | 1                    | 5                    | 3:40.865             | QS                   |
| 10                   | Kanada               | Attila Buday och Tamás Buday, Jr.            | 1                    | 6                    | 3:41.075             | QS                   |
| 11                   | Ukraina              | Roman Bundz och Leonid Kamlotjuk             | 2                    | 5                    | 3:47.150             | QS                   |
| 12                   | Mexiko               | José Ramón Ferrer och José Antonio Romero    | 1                    | 7                    | 3:49.301             | QS                   |
| 13                   | Tjeckien             | Jan Břečka och Petr Procházka                | 2                    | 6                    | 3:50.606             | QS                   |
| 14                   | Kazakstan            | Konstantin Negodjajev och Zjomart Satubaldin | 2                    | 7                    | 3:53.366             | QS                   |

### Semifinal
| Heat 1 av 1 Datum: Torsdagen den 28 september 2000 | Heat 1 av 1 Datum: Torsdagen den 28 september 2000 | Heat 1 av 1 Datum: Torsdagen den 28 september 2000 | Heat 1 av 1 Datum: Torsdagen den 28 september 2000 | Heat 1 av 1 Datum: Torsdagen den 28 september 2000 |
| Placering                                          | Nation                                             | Kanotister                                         | Tid                                                | Kval                                               |
| -------------------------------------------------- | -------------------------------------------------- | -------------------------------------------------- | -------------------------------------------------- | -------------------------------------------------- |
| 1                                                  | Tyskland                                           | Stefan Uteß och Lars Kober                         | 3:43.032                                           | QF                                                 |
| 2                                                  | Kanada                                             | Attila Buday och Tamás Buday, Jr.                  | 3:44.358                                           | QF                                                 |
| 3                                                  | Mexiko                                             | José Ramón Ferrer och José Antonio Romero          | 3:44.358                                           | QF                                                 |
| 4                                                  | Storbritannien                                     | Andrew Train och Stephen Train                     | 3:45.624                                           |                                                    |
| 5                                                  | Slovakien                                          | Ján Kubica och Mário Ostrčil                       | 3:45.636                                           |                                                    |
| 6                                                  | Ukraina                                            | Roman Bundz och Leonid Kamlotjuk                   | 3:47.298                                           |                                                    |
| 7                                                  | Kazakstan                                          | Konstantin Negodjajev och Zjomart Satubaldin       | 3:48.756                                           |                                                    |
| 8                                                  | Tjeckien                                           | Jan Břečka och Petr Procházka                      | 3:51.012                                           |                                                    |

### Final
| Heat 1 av 1 Datum: Lördagen den 30 september 2000 | Heat 1 av 1 Datum: Lördagen den 30 september 2000 | Heat 1 av 1 Datum: Lördagen den 30 september 2000 | Heat 1 av 1 Datum: Lördagen den 30 september 2000 | Heat 1 av 1 Datum: Lördagen den 30 september 2000 |
| Placering                                         | Nation                                            | Kanotister                                        | Tid                                               |                                                   |
| ------------------------------------------------- | ------------------------------------------------- | ------------------------------------------------- | ------------------------------------------------- | ------------------------------------------------- |
| 1                                                 | Rumänien                                          | Mitică Pricop och Florin Popescu                  | 3:37.355                                          |                                                   |
| 2                                                 | Kuba                                              | Ibrahim Rojas och Leobaldo Pereira                | 3:38.753                                          |                                                   |
| 3                                                 | Tyskland                                          | Stefan Uteß och Lars Kober                        | 3:41.129                                          |                                                   |
| 4                                                 | Ryssland                                          | Aleksandr Kostoglod och Aleksandr Kovaljov        | 3:41.267                                          |                                                   |
| 5                                                 | Ungern                                            | Ferenc Novák och Imre Pulai                       | 3:43.103                                          |                                                   |
| 6                                                 | Mexiko                                            | José Ramón Ferrer och José Antonio Romero         | 3:46.457                                          |                                                   |
| 7                                                 | Kanada                                            | Attila Buday och Tamás Buday, Jr.                 | 3:48.017                                          |                                                   |
| 8                                                 | Polen                                             | Paweł Baraszkiewicz och Michał Gajownik           | 3:52.229                                          |                                                   |
| 9                                                 | Spanien                                           | José Alfredo Bea och David Mascató                | 3:54.053                                          |                                                   |